# Danny Taylor (Eishockeyspieler)
Daniel „Danny“ Taylor (* 28. April 1986 in Plymouth, England) ist ein kanadischer Eishockeytorwart mit belarussischer Staatsbürgerschaft, der zuletzt beim ERC Ingolstadt aus der Deutschen Eishockey Liga (DEL) unter Vertrag gestanden hat. Den Großteil seiner bisherigen Laufbahn verbrachte Taylor jedoch in der American Hockey League (AHL) und Kontinentalen Hockey-Liga (KHL), wo er jeweils über 160 Partien absolvierte. Zudem stand er viermal in der National Hockey League (NHL) auf dem Eis.

## Karriere
Daniel Taylor wurde in England geboren und zog im Alter von zwei Jahren mit seiner Familie nach Toronto. Seine Karriere als Eishockeyspieler begann er in der kanadischen Top-Juniorenliga Ontario Hockey League (OHL), in der er von 2003 bis 2006 für die Guelph Storm und Kingston Frontenacs aktiv war, wobei er in der Saison 2003/04 mit Guelph den J. Ross Robertson Cup gewann. In diesem Zeitraum wurde er zudem im NHL Entry Draft 2004 in der siebten Runde als insgesamt 221. Spieler von den Los Angeles Kings ausgewählt.

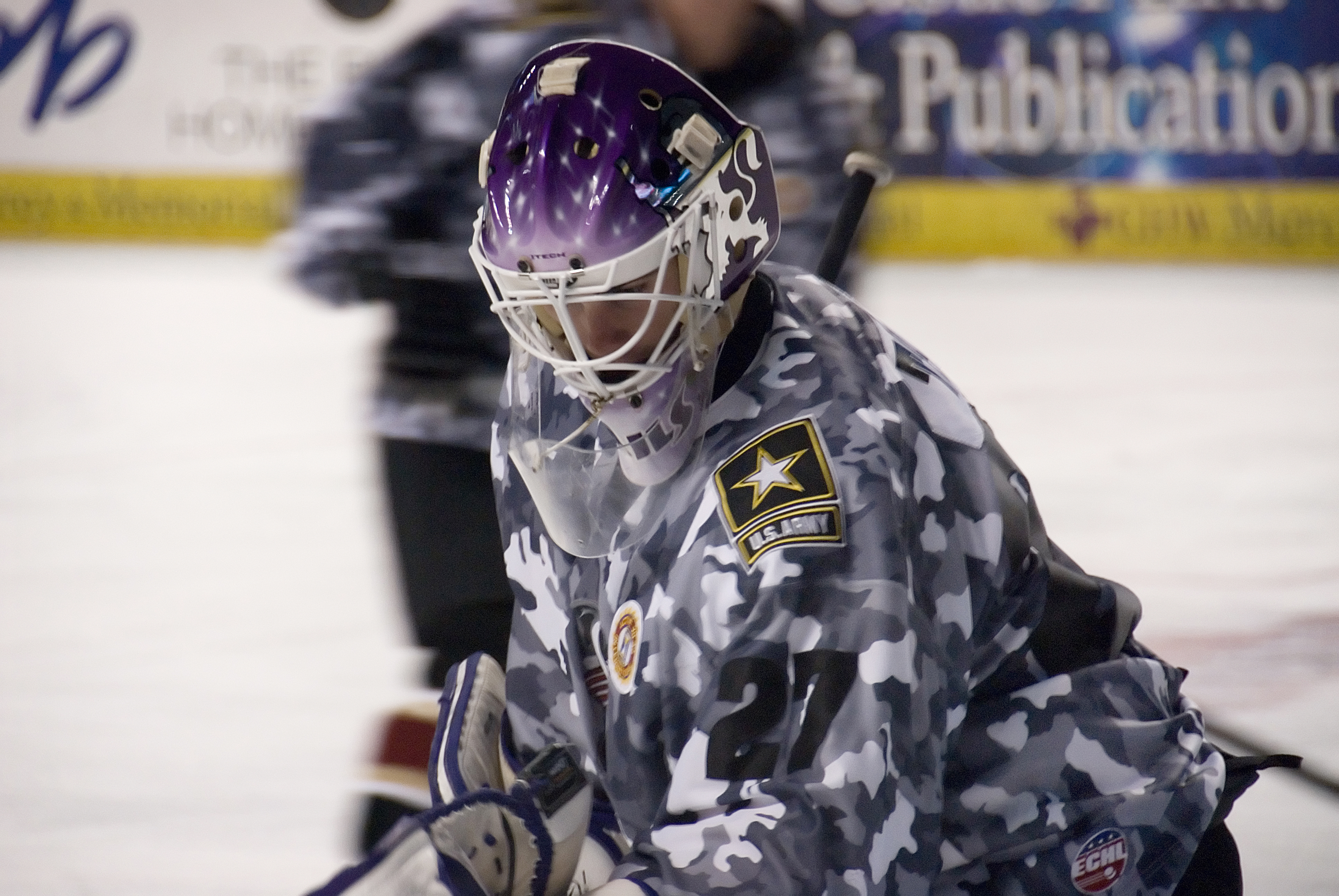
Taylor im Trikot der Bakersfield Condors (2007)

Zunächst stand der Torwart in der Saison 2006/07 jedoch in der ECHL für die Bakersfield Condors, Wheeling Nailers und Texas Wildcatters zwischen den Pfosten, ehe er in der folgenden Spielzeit sein Debüt in der National Hockey League für die Kings gab. Dies war jedoch sein einziger Einsatz im NHL-Team Los Angeles in dieser Saison, so dass er den Rest der Spielzeit bei deren Farmteams, den Reading Royals aus der ECHL und den Manchester Monarchs aus der American Hockey League (AHL) verbrachte, wobei der Brite in der Saison 2008/09 erneut abwechselnd für Reading und Manchester spielte.
In der Saison 2009/10 ging Taylor meist für die Gwinnett Gladiators in der ECHL aufs Eis, kam aber auch zu neun AHL-Einsätzen für Syracuse Crunch. Die Saison 2010/11 begann er bei den Springfield Falcons, bevor er im November 2010 auf Empfehlung der LA Kings von den Hamburg Freezers aus der Deutschen Eishockey Liga (DEL) verpflichtet wurde. Für die Hanseaten stand er bis Saisonende in 28 Spielen auf dem Eis, von denen seine Mannschaft je 14 gewann und verlor. Bei einer Fangquote von 90,5 Prozent wies er einen Gegentorschnitt von 2,90 pro Spiel auf. Zu Beginn der Saison 2011/12 kehrte er in die AHL zu den Springfield Falcons zurück. Im Dezember 2011 wechselte er innerhalb der Liga zu den Abbotsford Heat, für die er bis 2013 spielte.
Die Saison 2013/14 verbrachte der Torwart beim Färjestad BK in der Svenska Hockeyligan (SHL), ehe er im Spätsommer 2014 am Trainingslager der Winnipeg Jets teilnahm. Dort erhielt er jedoch keinen Vertrag, so dass er im Oktober 2014 vom HK Dinamo Minsk aus der Kontinentalen Hockey-Liga (KHL) unter Vertrag genommen wurde. Im Juli 2015 wechselte er innerhalb der KHL zum KHL Medveščak Zagreb. Während der Saison 2015/16 wurde Taylor an den tschechischen Verein HC Sparta Prag ausgeliehen, kehrte zur Saison 2016/17 aber nach Zagreb zurück. Am 20. Oktober 2016 wurde er von Zagreb zum KHL-Rivalen HK Sibir Nowosibirsk transferiert.
Im Anschluss an die Saison 2016/17 kehrte Taylor nach vier Jahren in Europa nach Nordamerika zurück, indem er im Juli 2017 einen Einjahresvertrag bei den Ottawa Senators unterzeichnete, um für deren Farmteam Belleville Senators in der AHL zu spielen. Ein Jahr später erhielt er keinen neuen Vertrag bei den Senators und kehrte daraufhin im Juli 2018 nach Nowosibirsk zurück. Nach einem Probetraining im November 2019 erhielt Taylor erneut einen Vertrag über zwei Jahre Laufzeit beim belarussischen Hauptstadtklub HK Dinamo Minsk. Zwei Jahre später wechselte der Schlussmann im November 2021 zum ERC Ingolstadt in die Deutsche Eishockey Liga (DEL), für den er bis zum Saisonende 18 Partien absolvierte.

### International
Im April 2020 erhielt er die belarussische Staatsbürgerschaft und war damit –wie auch seine kanadischen Mannschaftskollegen Shane Prince und Francis Paré – für die Nationalmannschaft Belarus’ spielberechtigt. Bei der Weltmeisterschaft 2021 kam er erstmals für diese zum Einsatz. Ebenso bestritt er die Qualifikation für die Olympischen Winterspiele 2022.
Sein Heimatland Kanada hatte Taylor im Rahmen des Deutschland Cup 2016 bereits international vertreten.

## Erfolge und Auszeichnungen
| - 2004 J.-Ross-Robertson-Cup-Gewinn mit den Guelph Storm - 2008 AHL-Torwart des Monats Januar - 2014 Schwedischer Vizemeister mit dem Färjestad BK | - 2015 KHL-Torwart des Monats November - 2016 Tschechischer Vizemeister mit dem HC Sparta Prag - 2021 Belarussischer Pokalsieger mit dem HK Dinamo Minsk |

## Karrierestatistik

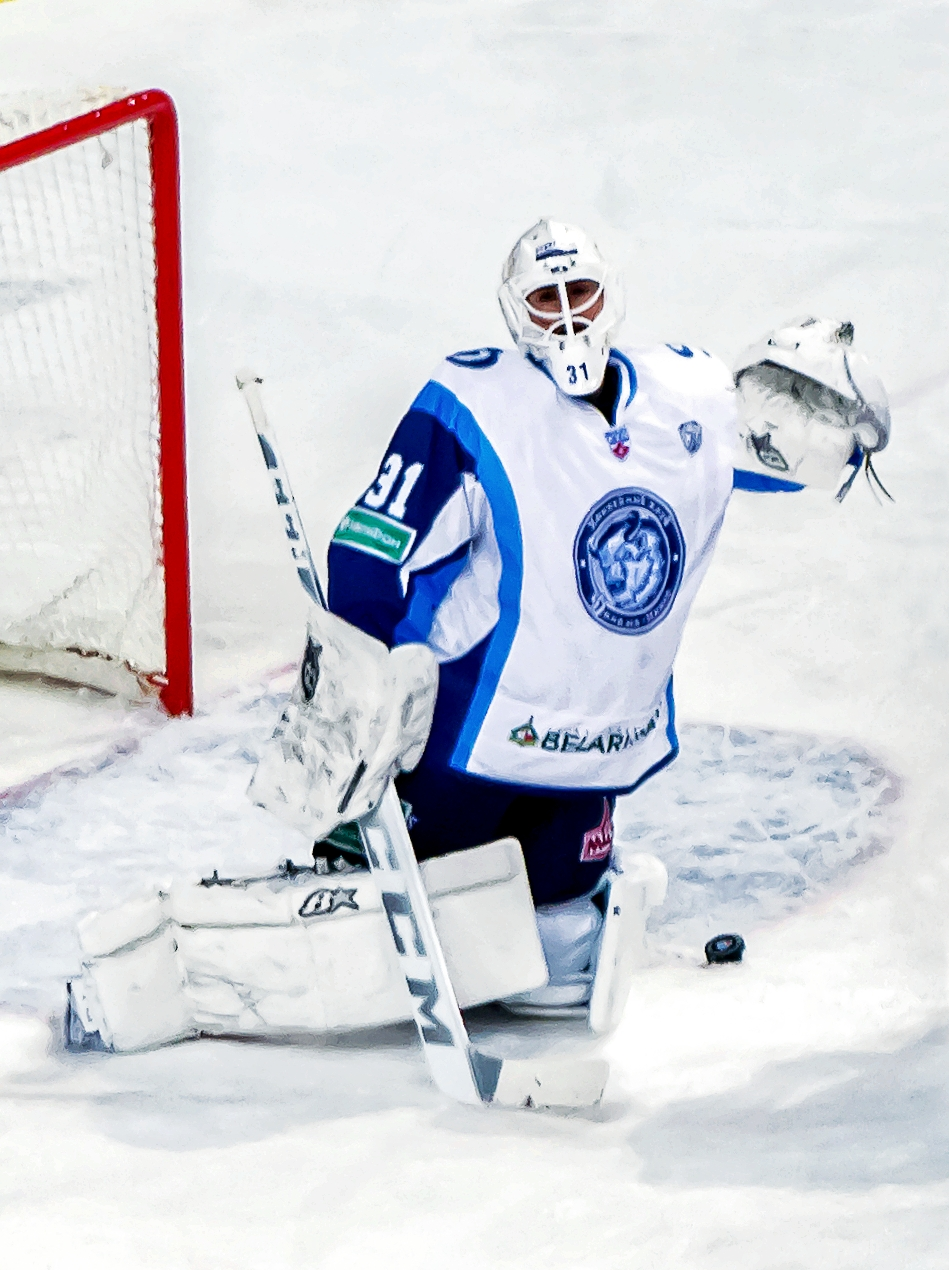
Taylor als Spieler des HK Dinamo Minsk (2014)

Stand: Ende der Saison 2021/22

### International
Vertrat Belarus bei:
- Weltmeisterschaft 2021
- Qualifikationsturnier für die Olympischen Winterspiele 2022

(Legende zur Torhüterstatistik: GP oder Sp = Spiele insgesamt; W oder S = Siege; L oder N = Niederlagen; T oder U oder OT = Unentschieden oder Overtime- bzw. Shootout-Niederlage; Min. = Minuten; SOG oder SaT = Schüsse aufs Tor; GA oder GT = Gegentore; SO = Shutouts; GAA oder GTS = Gegentorschnitt; Sv% oder SVS% = Fangquote; EN = Empty Net Goal; 1 Play-downs/Relegation; Kursiv: Statistik nicht vollständig)